# Nenad Đurović
Nenad Đurović (cirill betűkkel: Heмaњa Apceниjeвић, Nikšić, Jugoszlávia, 1986. január 7.) montenegrói utánpótlás-válogatott labdarúgó.

## Pályafutása
Đurović szülővárosának csapatában, az FK Sutjeska Nikšićben kezdett el futballozni. 2005-ben tagja volt az U19-es labdarúgó-Európa-bajnokságon szerepelt szerb-montenegrói keretnek. 2011-ben a Szolnoki MÁV FC, majd 2013-ban a Nyíregyháza Spartacus FC játékosa volt.